# Almenara (Spagna)
Almenara è un comune spagnolo di 4 947 abitanti situato nella comunità autonoma Valenciana.

## Storia
In questa località Giacomo I d'Aragona sconfisse i Mori nel 1238 e conquistò Valencia. Nei dintorni si trovano numerosi resti di costruzioni romane, tra cui un insediamento del 217 a.C., nota come Monte del Cid.